# Dispilio
Dispilio (grec: Δισπηλιό; en búlgar: Дупяк, Dupyak) és un jaciment arqueològic que conté restes d'un assentament neolític a la vora del llac Orestíada, el qual ocupava una illa artificial, prop de la localitat moderna de Dispilio en la unitat perifèrica de Kastorià, Macedònia Occidental, Grècia.
L'assentament fou descobert durant l'hivern sec de 1932, en què baixà el nivell del llac i revelà rastres de l'assentament. L'arqueòleg Antonios Keramopoulos en feu una recerca preliminar el 1934. Les excavacions començaren al 1922, sota la direcció de Giorgos Chourmouziadis, professor d'arqueologia prehistòrica a la Universitat Aristotèlica de Tessalònica. Els detalls sobre el medi ambient, la botànica, les tècniques de pesca, les eines i ceràmica del lloc es publicaren de manera informal al juny de 2000 en Επτάκυκλος, una revista d'arqueologia grega i per Chourmouziadis el 2002. Una recreació dels habitants del llogaret s'erigí prop del lloc.
El lloc sembla haver estat ocupat durant un llarg període, des de les etapes finals del neolític mitjà (5600-5000 ae) fins al final del Neolític (3000 ae). S'hi trobaren articles com ceràmica, elements estructurals de fusta, llavors, ossos, figures, adorns personals, flautes (una d'elles es remunta al VI mil·lenni ae, la més antiga mai trobada a Europa) i el que sembla el descobriment més significatiu, la Tauleta de Dispilio.